# Nans-les-Pins
Nans-les-Pins è un comune francese di 4 192 abitanti situato nel dipartimento del Var della regione della Provenza-Alpi-Costa Azzurra.
Nel suo territorio comunale nasce il fiume Huveaune.

## Società

### Evoluzione demografica
Abitanti censiti